# Тунел
Тунел (монг. Түнэл) — сомон аймаку Хувсгел, Монголія. Площа 3,3 тис. км², населення 3,9 тис. чол. Центр сомону селище Булаг лежить за 675 км від Улан-Батора, за 46 км від міста Мурен.

## Рельєф
Гори Цагаан уул (2524 м), Халзанбургедтей (2263 м), Баян Улаан, хребет Тунел, річки Ег, Делгер.

## Клімат
Клімат різко континентальний. Щорічні опади 250—400 мм, середня температура січня −24°С, середня температура липня +12°+14°С.

## Природа
Водяться джейрани, корсаки, манули, зайці, вовки, лисиці, тарбагани.

## Корисні копалини
Сомон багатий на кам'яне вугілля, фосфорит, будівельну та хімічну сировину.

## Соціальна сфера
Школа, лікарня, сфера обслуговування, туристичні бази.